# SkyFire (sonda)
SkyFire è un nanosatellite progettato per raccogliere spettroscopie superficiali e termografie sulla Luna.

## Missione
Il suo scopo è quello di dimostrare l'uso di una navicella 6U CubeSat a basso costo in orbita geosincrona (GEO). SkyFire eseguirà un flyby lunare, raccogliendo spettroscopie e termografie per la caratterizzazione della superficie, il rilevamento remoto e la selezione del sito. La navicella comprende due array solari dispiegabili e avrà una massa totale di circa 14 kg (31 lb).
SkyFire venne selezionato nell'aprile 2015 dal programma NextSTEP della NASA (Next Space Technologies for Exploration Partnerships) con un contratto a Lockheed Martin Space Systems di 1,4 milioni di dollari per ulteriori sviluppi.

## Lancio

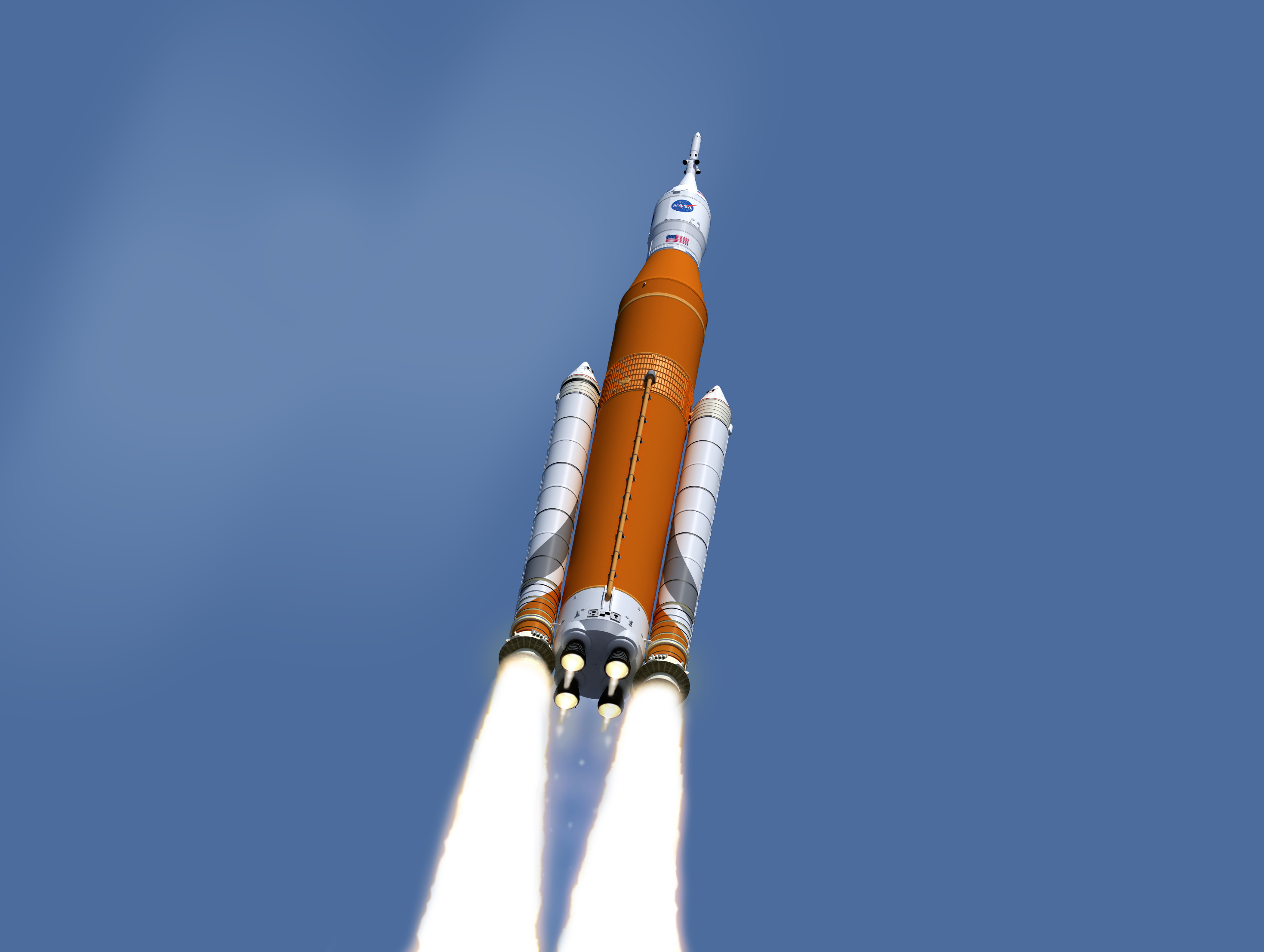
Rendering artistico di Exploration Mission 1, il volo che porterà lo SkyFire nello spazio, nel 2022.

SkyFire è stato lanciato assieme ad altri 10 CubeSat come carico secondario a bordo del primo volo dello Space Launch System, Exploration Mission 1 (EM–1), avvenuto nel 2022.

## Propulsione
SkyFire dimostrerà anche un sistema di propulsione elettrico a bassa spinta chiamato spray elettrico che abbasserà l'orbita della sonda per raggiungere più obiettivi scientifici e tecnici.